# Frances Houghton

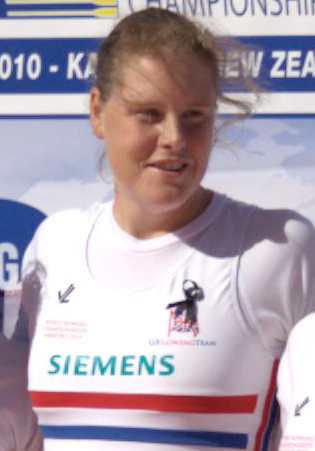
Frances Houghton

Frances Julia Houghton (* 19. September 1980 in Oxford) ist eine britische Ruderin. Sie gewann bis 2016 vier Weltmeistertitel und drei olympische Silbermedaillen.

## Karriere
Houghton begann 1993 mit dem Rudersport, 1998 erreichte sie zum dritten Mal ein Finale bei Junioren-Weltmeisterschaften und gewann ihre erste Medaille, als sie mit Debbie Flood Bronze im Doppelzweier erhielt. Bei den Olympischen Spielen 2000 belegte sie mit Sarah Winckless den neunten Platz im Doppelzweier. 2001 gewann Houghton in Wien zusammen mit Debbie Flood ihre erste Weltcupregatta, bei den Ruder-Weltmeisterschaften 2001 belegte sie mit Flood den siebten Platz im Doppelzweier und saß auch im sechstplatzierten britischen Achter. 2002 erreichte sie zusammen mit Flood den vierten Platz bei den Weltmeisterschaften, 2003 wurde sie Vierte mit dem Doppelvierer. Bei den Olympischen Spielen 2004 gewann der britische Doppelvierer mit Alison Mowbray, Debbie Flood, Frances Houghton und Rebecca Romero die Silbermedaille hinter dem deutschen Boot.
In den folgenden drei Jahren gewann der britische Doppelvierer jeweils den Weltmeistertitel: 2005 mit Rebecca Romero, Sarah Winckless, Frances Houghton und Katherine Grainger, 2006 mit Debbie Flood, Sarah Winckless, Frances Houghton und Katherine Grainger und 2007 mit Annie Vernon, Debbie Flood, Frances Houghton und Katherine Grainger. In der Olympiasaison 2008 blieb das Boot personell unverändert, gewann aber nur das erste Weltcuprennen, in Luzern siegten die Chinesinnen vor den Amerikanerinnen und den Britinnen. Bei der Olympischen Regatta in Peking konnten die Chinesinnen vor heimischem Publikum siegen. Nach einer Wettkampfpause 2009 kehrte Frances Houghton 2010 in den Doppelvierer zurück, der in der Besetzung Debbie Flood, Beth Rodford, Frances Houghton und Annie Vernon den Weltmeistertitel gewann.
Nach dem sechsten Platz mit dem Doppelvierer bei den Olympischen Spielen 2012 in London folgten ein vierter Platz mit dem Doppelzweier bei den Weltmeisterschaften 2013 und ein fünfter Platz in der gleichen Bootsklasse bei den Europameisterschaften 2014. Erst bei den Europameisterschaften 2016 konnte Houghton wieder eine internationale Medaille gewinnen, mit dem Achter gewann sie den Titel vor den Niederländerinnen. Bei den Olympischen Spielen 2016 setzte der US-Achter seine Siegesserie fort, dahinter erhielten die britischen Europameisterinnen die Silbermedaille vor Rumänien.
Frances Houghton machte 2003 ihren Bachelor in Hispanistik am King’s College London.